# 오페라의 유령 (1962년 영화)
오페라의 유령(The Phantom Of The Opera)은 영국에서 제작된 테런스 피셔 감독의 1962년 영화이다. 허버트 롬 등이 주연으로 출연하였고 안소니 힌즈 등이 제작에 참여하였다.

## 출연

### 주연
- 허버트 롬
- 헤더 시어스

### 조연
- 쏘리 월터스
- 마이클 고
- 에드워드 드 수자
- 마일즈 맬리슨
- 만 메이트랜드
- 마틴 밀러
- 마리엄 칼린
- 해롤드 굿윈
- 존 하비

## 제작진
- 원작자: 가스통 르루
- 협력프로듀서: 배질 키스
- 미술: 버나드 로빈슨